# (3979) Brorsen
(3979) Brorsen est un astéroïde de la ceinture principale.

## Description
(3979) Brorsen est un astéroïde de la ceinture principale. Il fut découvert le 8 novembre 1983 à l'Observatoire Kleť par Antonín Mrkos. Il présente une orbite caractérisée par un demi-grand axe de 3,11 UA, une excentricité de 0,03 et une inclinaison de 3,1° par rapport à l'écliptique.

## Compléments